# 帕斯卡莱·科萨尔
帕斯卡莱·科萨尔（法語：Pascale Cossart，1948年3月21日—），法国微生物学家。科萨尔于1968年毕业于里尔大学化学专业。1971年获美国乔治城大学理学硕士学位，1977年获巴黎第七大学博士学位。科萨特尔1991年加入了巴斯德研究所“细菌细胞相互作用”工作组，自1991年以来发表了多篇文章，论述李斯特菌单核细胞增生的分子生物学和细胞生物学机理。2007年获罗伯特·科赫奖。